# Fiat Campagnola
La Fiat Campagnola è un veicolo fuoristrada, prodotto dalla casa automobilistica FIAT, nelle versioni civili 1101/1102 Campagnola,  1107A Nuova Campagnola, e nelle versioni militari AR5x e AR76A dal 1951 al 1987.

## La Fiat 1101 Campagnola

La Campagnola 1101, esposta alla Fiera del Levante di Bari (settembre 1951).

All'inizio degli anni '50 il Ministero della difesa indisse un bando di concorso per la fornitura di un fuoristrada leggero, per sostituire le infaticabili Jeep ereditate dagli alleati, ormai logore e sempre più difficili da mantenere efficienti. In realtà già da tempo la FIAT in gran segreto aveva cominciato lo studio, sotto la direzione dell'ingegner Giacosa, di un mezzo a quattro ruote motrici, ispirato al fuoristrada americano, dietro suggerimento dello stesso Ministero.
Il nome del progetto "1101" denominato "Alpina" venne successivamente cambiato in "Campagnola" per non rimarcare il suo impiego militare, in quanto la parola Alpina richiamava troppo l'omonimo reparto dell'esercito ed un tale mezzo rischiava di non trovare consensi nelle maestranze FIAT e nell'opinione pubblica; la guerra era finita solo pochi anni prima e il ricordo era ancora troppo forte.
Alla pubblicazione del bando risposero la FIAT e l'Alfa Romeo, rispettivamente con i modelli 1101 (Campagnola) e 1900 M (Militare). Il fuoristrada torinese alla data di pubblicazione del bando era già in avanzato stato di costruzione ed aveva già accumulato centinaia di ore di test, mentre l'Alfa Romeo dovette recuperare il tempo con un notevole sforzo progettuale, riuscendo in pochi mesi a realizzare un valido mezzo, utilizzando una Land Rover, da poco tempo entrata in produzione, come base di partenza per il suo prototipo.
La gara fu vinta dalla FIAT, anche se durante le prove dimostrative, l'Alfa Romeo 1900 M (soprannominata ''Matta'' per la sua capacità di andare ovunque) si dimostrò in alcuni casi superiore. A vantaggio della Campagnola giocò il costo notevolmente inferiore rispetto al prototipo Alfa Romeo e la semplicità costruttiva.
Per preparare il campo al nuovo mezzo militare di lì a poco vincitore della fornitura, la FIAT creò un'imponente campagna pubblicitaria, volta a far conoscere il primo fuoristrada italiano all'opinione pubblica, cercando di evidenziare il più possibile le sue capacità rurali, stimolando la fascia clientelare più popolosa in quel periodo, quella degli agricoltori. L'occasione per presentare ufficialmente la nuova macchina fu la Fiera del Levante di Bari nel 1951, una scelta dovuta al fatto di essere una manifestazione prevalentemente dedicata al settore agricolo.
Immediatamente dopo iniziarono le prime consegne della versione militare, battezzata ufficialmente AR51 (autoveicolo da ricognizione modello 1951). Le due vetture erano meccanicamente identiche e differivano esclusivamente per il diverso allestimento della carrozzeria, più spartano nella versione militare, leggermente più rifinito nella versione civile. La Campagnola 1101 si dimostrò da subito un buon veicolo, dotato di un robusto telaio in acciaio a longheroni, sul quale era montato un collaudato motore (tipo 105) di 1901 cm³, derivato dal modello installato sulle berline 1400-1900, ma depotenziato per poter funzionare anche con benzina normale e nello stesso tempo per migliorarne l'affidabilità. A tale scopo fu anche aggiunto un generoso radiatore olio per migliorarne il raffreddamento alle basse velocità. Le sospensioni posteriori erano classiche a balestre e ponte rigido, mentre all'anteriore furono previste delle sofisticate sospensioni indipendenti, innovative per l'epoca ma che risultarono purtroppo il punto debole di queste vetture. Il propulsore era accoppiato ad un cambio a 4 marce insieme ad un inedito riduttore a due rapporti. La trasmissione era sulle ruote posteriori con la possibilità di innestare la trazione anteriore, solo dopo però aver inserito le marce ridotte; in pratica non era possibile viaggiare con la sola trazione integrale.
Per accrescere la popolarità del proprio fuoristrada, la Fiat in collaborazione con la carrozzeria Savio, preparò due esemplari speciali di Campagnola, con tetto rigido e concepiti per battere il record di velocità di un raid molto popolare all'epoca: l'Algeri-Città del Capo. Il pilota Paolo Butti e Domenico Racca, nel viaggio di ritorno impiegarono 11 giorni, 4 ore e 54 minuti, stabilendo un record tuttora imbattuto (anche a causa dell'odierna instabilità sociopolitica in Africa centrale). Le gesta del fortunato raid non ebbero comunque l'effetto sperato sulla popolarità della Campagnola, principalmente per l'elevato costo di acquisto del mezzo, paragonabile a quello di una lussuosa berlina dell'epoca (costava oltre due 500C Topolino) ed anche per gli eccessivi consumi del motore benzina, tali da renderlo economicamente non conveniente.
Per avvicinare maggiormente il pubblico al fuoristrada torinese, nel 1953 debuttò una nuova versione della Campagnola, alimentata da un motore a gasolio, denominata "1102" Diesel. Il propulsore a gasolio tipo 305 montato su questa vettura, derivava dal modello a benzina, ottenuto semplicemente sostituendo la testata ed altri minimi particolari. In questo modo con poco sforzo, la Fiat realizzò un onesto propulsore che però non brillava in potenza, erogava infatti appena 40Cv. Per ovviare alla modeste prestazioni offerte dal motore 305.007, furono adottati rapporti del cambio più corti ed un rapporto al ponte di 8/37 (al posto di 9/40 dei modelli benzina).
La versione diesel anche se nettamente sottopotenziata, si rivelò comunque un successo; il motore a gasolio consentiva di percorrere mediamente 15 km/l, più del doppio rispetto alla sorella a benzina, ed i quasi 90 km/h di velocità massima, le consentivano comunque una discreta mobilità su strade asfaltate. L'impianto elettrico aveva una tensione di 24V con due batterie in serie. Gli aggiornamenti tecnici introdotti con la nuova Campagnola diesel, furono riportati anche su entrambi i modelli a benzina (civile e militare). I più importanti erano, la trazione anteriore separata dalle marce ridotte, l'adozione di nuovi lamierati della carrozzeria, con le classiche bugne di rinforzo, oltre a miglioramenti nella meccanica e nell'impianto elettrico. Nella AR 51 inoltre comparvero gli schienali posteriori in legno e un nuovo impianto di illuminazione con luci attenuate e commutatore fari separato con chiave non estraibile.
Nel 1955 avvenne un nuovo importante aggiornamento nella gamma, comparvero infatti le nuove AR55, Campagnola 1101A e la 1102A diesel, tutte sostanzialmente con aggiornamenti nel propulsore. Nel 1958 con l'entrata in vigore del nuovo codice della strada, fu necessario modificare l'impianto d'illuminazione di tutti i modelli in produzione; la Fiat con l'occasione, aggiornò lievemente anche la carrozzeria, introducendo per le versioni civili una nuova fanaleria ridisegnata.
Sempre quell'anno entrò in produzione un nuovo modello militare in sostituzione della AR55 denominato AR51B. Il nome di questa versione ha confuso per anni, gli specialisti del settore, definendola erroneamente come un aggiornamento della AR51, mentre di fatto non solo era un modello completamente diverso, rimasto in produzione meno di un anno, ma dotato di molte soluzioni tecniche inedite, quali l'impianto elettrico a 24 volt, la predisposizione per l'aviolancio, il riscaldatore interno per l'abitacolo ed un nuovo motore tipo 105b.017. Queste caratteristiche, saranno riportate nella successiva ed ultima evoluzione della versione militare che di li a poco entrerà in produzione.
Nel 1959 infatti, appare la AR59, denominata ufficialmente 1101B.200, dotata di un inedito impianto elettrico immergibile provvisto di filtri antidisturbo, spinterogeno, dinamo, e regolatore di carica stagno; successivamente verranno dotate anche di uno speciale set di fanaleria stagno prodotto dalla Carello, con cui verranno aggiornate anche le versioni precedenti ancora in servizio. Come la precedente AR51B manteneva l'impianto elettrico a 24 Volt con due batterie in serie sotto il sedile passeggero.
Da questo modello, furono sviluppate anche alcune sottoversioni specifiche, la B202 aviolanciabile, dotata di un supporto speciale applicato al paraurti anteriore per l'aggancio delle funi di lancio e sospensioni anteriori rinforzate e la 206 cannoniera, predisposta con un kit dedicato, per alloggiamento nel cassone posteriore del cannone senza rinculo da 106 mm, comprendente degli speciali supporti da montare sul telaio parabrezza e sul cofano motore, per bloccare la canna durante gli spostamenti e spalliere posteriori reclinabili. Nel 1960 apparve la nuova Campagnola B diesel  (1102B) equipaggiata con un'evoluzione del solito motore diesel, denominato tipo 305D.007, più altri lievi aggiornamenti alla pompa iniezione lineare ed all'impianto elettrico.

Nel 1961 entrò in produzione un modello realizzato specificamente per il Corpo delle Guardie di P.S. (l'odierna Polizia di Stato) denominato AR55PS, un ibrido tra una Campagnola civile e una AR59 militare. L'allestimento di serie comprendeva alcune soluzioni particolari, quali le gomme speciali “Sicurezza” a spalla rigida, cerchioni antistallonamento che permettevano di poter viaggiare anche con le gomme forate e sirena a soffio tipo “Marelli” o La sonora.

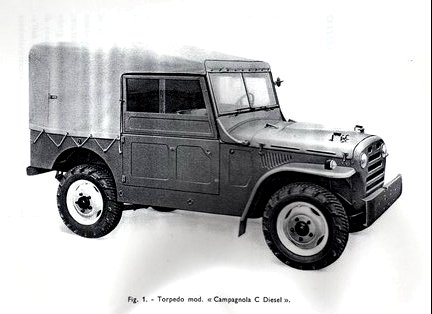
Lato destro

Le AR55PS furono protagoniste nei difficili anni delle contestazioni politiche che insaguinarono le città italiani sul finire degli anni '60 con i Reparti Celeri, in Sardegna, per contrastare il fenomeno del banditismo ad opera dei celebri Baschi Blu, ma furono presenti anche durante le operazioni di soccorso alle popolazioni colpite dall'alluvione di Firenze nel '66, nella catastrofe della diga del Vajont, nell'Irpinia dopo i devastanti terremoti.
Nel 1969 si ebbe l'ultima evoluzione della Campagnola, con la nuova C Diesel (1102C), dotata di un inedito motore tipo 237.007 derivato da quello montato sul furgone 241TN; altre migliorie riguardavano la nuova mascherina fari senza foro per la manovella. Tali modifiche furono applicate contestualmente anche alla versione militare ed alla Campagnola benzina; fu inoltre adottato un efficiente alternatore sempre a 24V al posto della dinamo. La catena di montaggio chiuderà definitivamente nell'agosto del 1973, dopo oltre 22 anni di produzione ininterrotta e un totale di oltre 33.000 vetture prodotte a benzina (civile e militare) e circa 8.500 vetture diesel.
Durante la sua lunga vita è stata adattata e costruita in numerose versioni specializzate, soprattutto per servizi civili e militari (spazzaneve, con luci fotoelettriche, chiamata anche "faronata", carro attrezzi, ambulanza, Vigili del Fuoco), che in alcuni casi prevedevano la variazione dell'interasse e/o lo sbalzo posteriore. Alcuni carrozzieri dell'epoca (es. Savio e Boneschi) utilizzarono il telaio della Campagnola per allestire proprie versioni (tra queste la più nota è la versione hard top allungata della Savio di Torino; da segnalare anche quella realizzata per la Rai), prodotte anche in discrete quantità. Sono note anche gli allestimenti della ditta Isoli di Fontaniva (PD) in versione carro attrezzi, molto apprezzate all'epoca e tuttora utilizzate.
| Anno    | Versione                         | Allestimento                | Motore                                              | Note                                                              |
| ------- | -------------------------------- | --------------------------- | --------------------------------------------------- | ----------------------------------------------------------------- |
| 1951/55 | Militare                         | AR51                        | 105.007                                             |                                                                   |
| 1955/58 | Militare                         | AR55                        | 105A.007/105B.007                                   | Militare                                                          |
| 1961/71 | Militare                         | AR55PS                      | 105B.055                                            | sottoversioni B192, B220, B492 (accensione con pulsante)          |
| 1958    | Militare                         | AR51B (prima versione)      | 105B.007                                            |                                                                   |
| 1958/59 | Militare                         | AR51B (versione definitiva) | 105B.017                                            |                                                                   |
| 1959/73 | Militare                         | AR59                        | 105B.017                                            | sottoversioni B200, B202, B206 (torpedo, aviolancio e cannoniera) |
| 1951/55 | Civile (alimentazione a benzina) | CAMPAGNOLA 1101             | 105.007                                             |                                                                   |
| 1955/73 | Civile (alimentazione a benzina) | CAMPAGNOLA A 1101A          | 105A.007/105B.007                                   | Aggiornata nel 1958                                               |
| 1953/55 | Civile (alimentazione Diesel)    | CAMPAGNOLA DIESEL 1102      | 305.007                                             |                                                                   |
| 1955/59 | Civile (alimentazione Diesel)    | CAMPAGNOLA DIESEL A 1102A   | 305B.007                                            | Aggiornata nel 1958                                               |
| 1960/68 | Civile (alimentazione Diesel)    | CAMPAGNOLA DIESEL B 1102B   | 305D.007                                            |                                                                   |
| 1969/73 | Civile (alimentazione Diesel)    | CAMPAGNOLA DIESEL C 1102C   | 237A.053 (pompa lineare), 237A.007 (pompa rotativa) |                                                                   |

### Dati tecnici
La Campagnola è lunga 3,775 m, larga 1,600 m e alta 1,945 m. L'interasse delle ruote è di 1,365 m per un passo di 2,300 m. L'altezza minima dal suolo è di 0,27 m.

La Campagnola Diesel prima serie.

Era dotata inizialmente di un motore a benzina a 4 cilindri Fiat da 1900 cm³  (105.007) che sviluppava 48 cv, affiancato a partire dal 1953 da un motore diesel da soli 40 CV a 3200 giri/min (305.007). Nel 1955 sono stati montati un nuovo motore a benzina da 45 kW e un diesel da 31,5 kW.
Le versioni benzina superavano i 110 km/h, mentre le motorizzazioni diesel potevano arrivare a soli 88 km/h.
Nel 1955 venne introdotta la nuova versione AR55 e contemporaneamente la Campagnola 1101A con motore 105A.007 e la Campagnola 1102A Diesel. Nel 1960 entrò in produzione la 1102B Diesel con motore 305D.007 (lo stesso del furgone 615N1).
Nel 1969 avvenne l'ultimo aggiornamento con l'introduzione della 1102C Diesel con il nuovo motore 237A.007 già montato sul furgone 241tn.
La versione AR59 prodotta a partire dal 1959, montava il motore 105B.017 con un impianto elettrico immergibile a 24V, così da favorirne l'utilizzo anche in situazioni estreme. Il motore di 1900 cc era un 4 cilindri benzina alimentato da un carburatore SOLEX 32 BIC poi SOLEX 32x30 CBI ad aspirazione invertita con filtro a bagno d'olio.  La potenza è passata dai 53 CV iniziali fino ai 64 CV delle versioni finali. Il motore diesel derivava direttamente dal blocco benzina (sostituendo la testata con una a camera di turbolenza tipo Ricardo Comet); sviluppava inizialmente 40 CV poi arrivati nell'ultima versione a 48 CV.
Venne prodotta su licenza anche nella ex Jugoslavia dalla Zastava con la sigla AR55/V in varie versioni anche con tetto metallico e con sbalzo posteriore allungato.

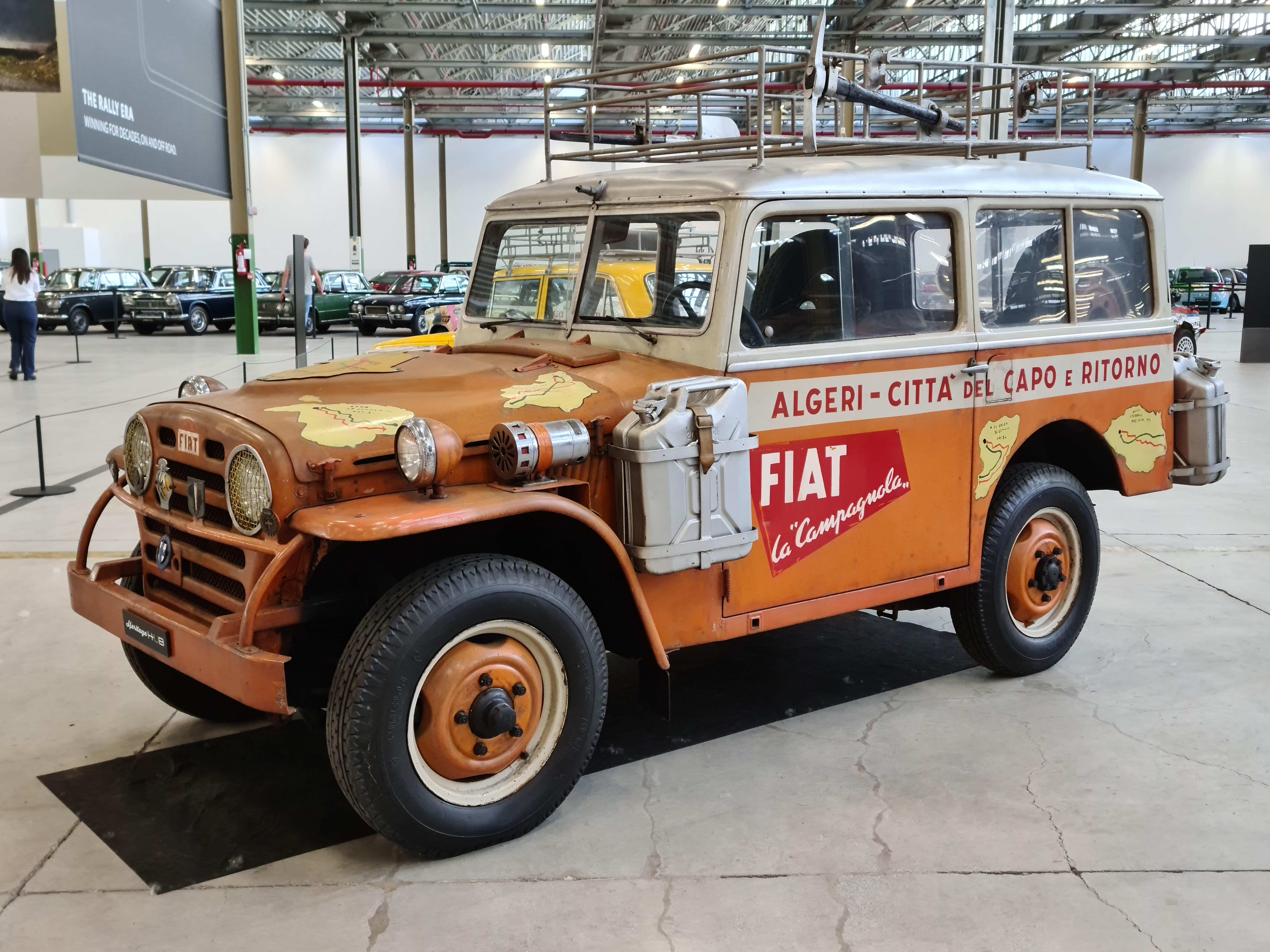
Fiat Campagnola usata per il record Algeri-Città del Capo

## Il record di attraversamento dell'Africa
Nel dicembre 1951, due Fiat Campagnola allestite dalla sezione Allestimenti Speciali della Fiat e carrozzate dalla Savio in versione lunga HT, guidata da Paolo Butti e Domenico Racca, effettuarono la traversata Algeri-Città del Capo andata e ritorno in 11 giorni 4 ore e 54 minuti, stabilendo un record mondiale tuttora mai eguagliato.

## La Fiat 1107 "Nuova Campagnola"

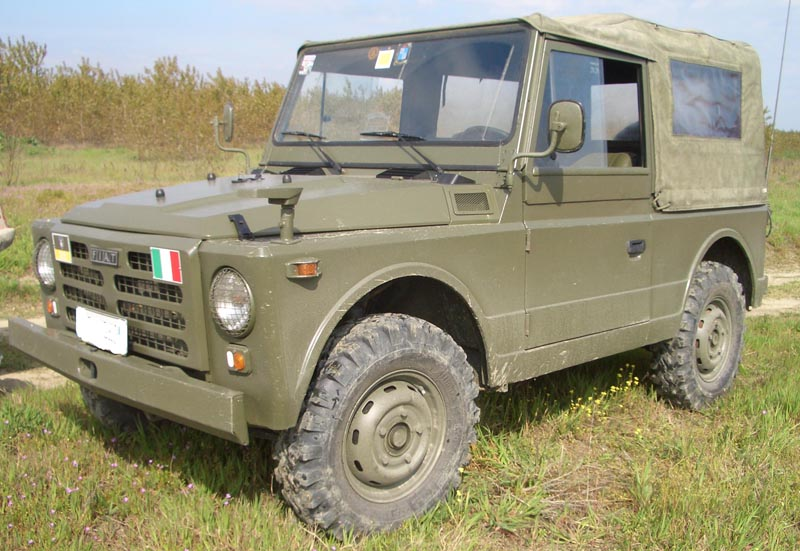
Fiat AR76 Esercito Italiano

Presentata al Salone di Belgrado  del 1974 in versione civile, la Fiat 1107A Nuova Campagnola fu prodotta fino al 1987. La versione militare venne denominata AR76 (cambio a 4 rapporti), ed aggiornata in diversi dettagli nel 1979, con il modello AR76A (cambio a 5 rapporti).
La Nuova Campagnola era un fuoristrada puro, di concezione interamente nuova rispetto al modello precedente: aveva la scocca portante invece del classico telaio separato, aveva 2 longheroni a "doppia c" con traverse direttamente saldate al fondo scocca, la trazione posteriore con l'anteriore inseribile, riduttore con un rapporto molto corto (3,87:1), sospensioni indipendenti (che permettevano una notevole luce da terra) a barre di torsione su tutte e quattro le ruote (posteriori con doppio ammortizzatore), e differenziali autobloccanti sia al posteriore sia all'anteriore (optional sulla Campagnola, di serie sulle AR)
Nella versione civile, la motorizzazione a benzina era un 2.0 litri derivato dalle berline Fiat 131 e 132, opportunamente semplificato e depotenziato con una potenza massima di 80 CV a 4500 giri/minuto e coppia massima di 150,92 Nm (15,4 kgm) a 2800 giri/minuto, successivamente, a partire dal 1978, fu sostituita la classica cinghia della distribuzione con una più affidabile catena. Nel 1979 furono introdotte alcune modifiche alla scocca che fu irrobustita ed unificata in vista della nuova motorizzazione a gasolio realizzata dalla Sofim, con cilindrata di 2445 cm³, potenza massima di 72 CV (52,9 kW) a 4200 giri/minuto e coppia massima di 147,1 N·m (15 kgm) a 2400 giri/minuto. Alcune modifiche all'assetto delle sospensioni portarono alla riduzione della campanatura delle ruote per risolvere problemi di usura di crociere e ruote. Sempre nel 1979 viene sostituito il cambio a 4 marce del motore a benzina con una nuova versione a 5 marce che riduceva leggermente i consumi. I freni sono ancora a tamburo sulle 4 ruote, particolare che è stato oggetto di critiche in quanto i dischi all'avantreno, erano ormai di uso comune praticamente su tutti gli autoveicoli.
La versione benzina può raggiungere una velocità massima superiore a 120 km/ora (115 km/h la diesel); la versione militare denominata AR76A dotata all'origine di impianto elettrico stagno a 24V (bobina, spinterogeno, candele, alternatore e scatola fusibili) ha una capacità di guado (senza snorkel) di 70 cm max. L'altezza minima da terra rilevata al centro delle ruote è di ben 33 cm, mentre quella "a pieno carico" è pari a 27,5 cm, l'angolo di attacco anteriore è di 45°, l'angolo di uscita è di 46°, l'angolo di dosso è di 35°, la pendenza massima superabile è di oltre il 150% (angolo di inclinazione 56°), l'inclinazione massima laterale è di 45° e la particolare configurazione del "fondo" completamente libero da ostacoli permette di superare agevolmente ostacoli come fango, neve, sabbia e massi. È stata costruita in versione ambulanza anche con passo allungato dalla Savio e Boneschi. Sono noti alcuni prototipi in versione pick up e una speciale versione a 5 porte. L'Esercito Italiano ha avuto in servizio anche una speciale versione HT lunga denominata "Telettra", destinata centro di comunicazioni e carro comando, grazie alle sue dotazioni radio installate. L'impianto elettrico era a 12 volt per le versioni civili e 24 volt per la versione AR76.
La Renault nel 1976 costruì in collaborazione con la FIAT una ventina di esemplari della Nuova Campagnola con motore Renault type 829. Si trattava della Renault TRM 500, nata per aggiudicarsi la fornitura di un automezzo da ricognizione per l'esercito francese, il quale tuttavia scelse il Peugeot P4, fuoristrada costruito su licenza derivato dal Mercedes Classe G Wolf.
La Nuova Campagnola venne anche esportata nell'ex Jugoslavia con la sigla 1107 JD in collaborazione con la Zastava, che successivamente elaborò anche una versione con tetto rigido ad uso ponte radio mobile.

## L'erede
All'uscita di produzione la Fiat lasciò il modello senza eredi.
Il gruppo Fiat ha messo in commercio soltanto dal 2008 l'erede spirituale della Campagnola: l'Iveco Massif.
Agli inizi del 2008 il gruppo Fiat ha reso noto che il nome Campagnola sarà utilizzato per la commercializzazione in alcuni mercati di una serie speciale di 150 esemplari denominati "Campagnola" dell'Iveco Massif. Questa versione speciale è verniciata in verde salvia e numerata lateralmente mediante un fregio. Sulla mascherina del radiatore al posto della scritta Massif è presente la dicitura Campagnola.

## La Campagnola nella cultura di massa

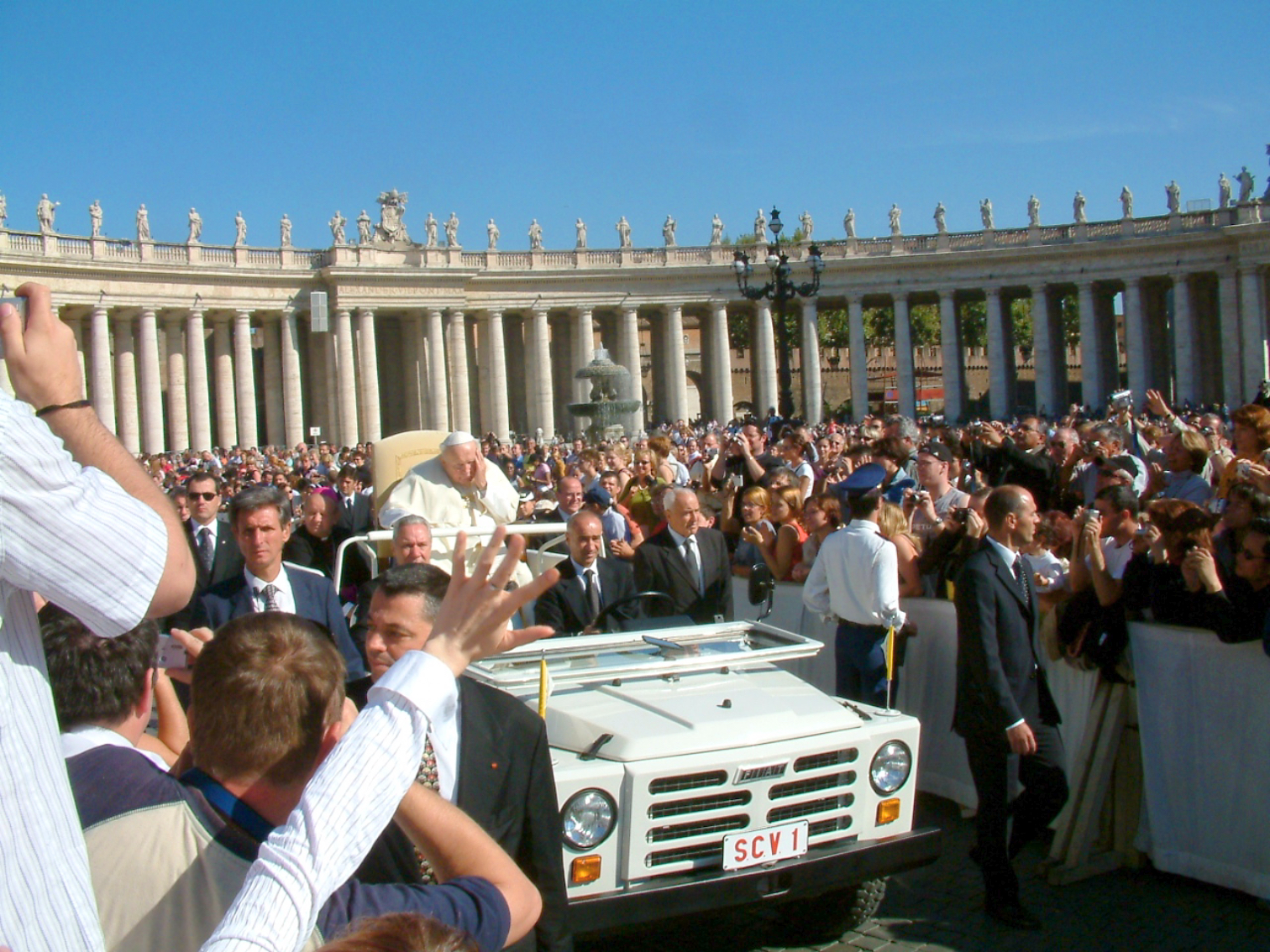
Giovanni Paolo II a bordo della Campagnola in piazza San Pietro.

La Campagnola deve molta della propria notorietà al fatto di essere stata per ventisette anni, dal 1980 al 2007, una delle vetture più utilizzate come papamobile, prima da papa Giovanni Paolo II e poi da papa Benedetto XVI. Donata dalla Fiat al Papa durante la sua visita a Torino. In particolare, papa Wojtyła era proprio a bordo della Campagnola quando subì l'attentato del 13 maggio 1981.